# Hademstorf
Hademstorf est une municipalité allemande du land de Basse-Saxe et l'arrondissement de la Lande (Heidekreis) . En 2014, elle comptait 825 hab.

## Source
- (de) Cet article est partiellement ou en totalité issu de l’article de Wikipédia en allemand intitulé « Hademstorf » (voir la liste des auteurs).